# Mieczysław Reyzner
Mieczysław Reyzner (ur. 27 kwietnia 1861 we Lwowie, zm. 7 sierpnia 1941 tamże) – polski malarz.

## Życiorys
Urodził się jako syn ziemianina i adwokata Feliksa Reyznera i Angeli Justiny z domu Grolle, W 1880 wyjechał do Wiednia, gdzie studiował malarstwo na Akademii Sztuk Pięknych. Naukę kontynuował w Monachium, po jej ukończeniu w 1886 powrócił do Lwowa.
Lata 1888-1896 spędził w Paryżu, gdzie w pobliżu Ogrodu Luksemburskiego otworzył własną pracownię,. Należał do grona artystów spotykających się u malarki Anny Bilillskiej. Mieszkając we Francji malarz podróżował nad morze, do Bretanii oraz  po Belgii, Holandii i Danii, gdzie tworzył obrazy o tematyce marynistycznej i sceny rodzajowe. W tym okresie bywał też w Zakopanem, malując tam pejzaże tatrzańskie. Uczestniczył aktywnie w Salonach Jesiennych w Iatach 1889, 1890-1893, 1896 i 1897. Jego prace były wystawiane również na międzynarodowych wystawach organizowanych w Berlinie (1890,1891), Monachium (1889, 1893), i Wiedniu (1890, 1896). W 1889 na wystawie powszechnej zaprezentowano trzy kompozycje symboliczne przedstawiające "Poranek", "Południe" i "Noc", które w późniejszym czasie stały się jednym z popularniejszych dzieł Reyznera. W 1892 namalował serię obrazów z wizerunkami starych ludzi i do tego tematu Reyzner wracał do końca swojej pracy twórczej. W 1894 uczestniczył w wystawie krajowej zorganizowanej we Lwowie, jego obraz został wyróżniony a artysta otrzymał medal. Trzy lata później powrócił na stałe do Lwowa. Uczestniczył w wystawach organizowanych przez Towarzystwa Przyjaciół Sztuk Pięknych we Lwowie i w Krakowie, w warszawskim Towarzystwie Zachęty Sztuk Pięknych, Galerii Krywulta.

## Charakterystyka twórczości
Był malarzem płodnym, uprawiał malarstwo olejne, akwarelę, temperę, pastel. W pierwszym okresie twórczości specjalnością jego były "wdzięczne pozy kobiece", "ładne główki" reprezentowane licznie na wystawach (np. Brunetka, Odaliska, Bachantka, Jasnowłosa, Włoszka, Figlarna, Bławatek). Potem tworzył obrazy o różnej tematyce, były to sceny rodzajowe, sceny religijne, m.in. Szwabi przy piwie, Zaloty (1889), Szczęście matczyne, Modlitwa (1891), Ofiara (1895), Wieśniaczki bretońskie na odpuście, Niemieccy wiejscy politycy, oraz pejzaże m.in. Nad morzem, Jezioro Jon, Uliczka w Montreux, W górach jurajskich,. Malował też realistyczne studia przedstawiające stare kobiety: "Na nieszporach (trzy modlące się staruszki)" -1894, "Staruszka zażywająca tabakę", "Staruszka modląca się". Największą sławę i pamięć u potomnych dały mu portrety, których stworzył najwięcej. Część malowideł była stylizowana, niektóre idealizowane, m.in. "Portret pani Maryli M" - 1887, "Portret podróżnika Jana Dybowskiego", Wśród jego prac znajduje się zarówno malarstwo olejne jak i pastele. Największa kolekcja prac artysty pozostała po 1945 w Galerii Lwowskiej, nieliczne znajdują się w Muzeum Narodowym we Wrocławiu i Krakowie.

## Prace Mieczysława Reyznera

### Portrety
"Autoportret z paletą" (1890), "Portret kobiety" (1894), "Portret pani Maryli M" (1887), "Portret Lwowianki panny Marii C." (1899), "Czerwona wstążka - półakt (po 1900), "Portret kobiety" (1903), "Portret kobiety" (1905), "Portret dziewczyny w ślubnym stroju" (1887), "Portret rudowłosej" (ok. 1900), "Portret kobiety" (po 1920), 

### Pejzaże
"Zmierzch nad Roscoff"(1892), "Pejzaż z rozdartym drzewem" (1908), "Las w Tatrach" (1909), "Zachód słońca" (1918), "Zakopane" (1918), "Las" (1922), "Widok parku przy pałacu w Średniej Wsi" (1932), "Pejzaż z dziewanną" (1924), "W parku" (1933), 

### Sceny rodzajowe
"Modlące się kobiety (1892), "Modlitwa" (1894), "Kobiety modlące się w kruchcie" (1902), "Pieśń wieczorna (Powrót z Komersu)", (1913), "Wiosna" (1916), "Modlitwa" (po 1918), "Wspomnienie" (1922), 

### Martwe natury
"Mieczyki i dalie (1919), "Dzban z polnymi kwiatami" (1927), "Goździki w wazonie" (1929), "Niezapominajki" (1930), "Kwiaty w zielonym dzbanie" (1931), "Pierwiosnki" (1931),  

### Galeria

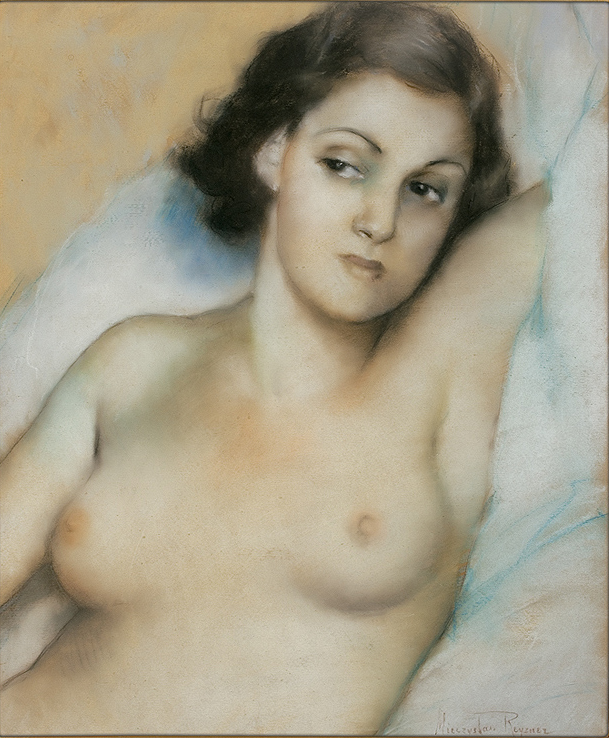
Półakt
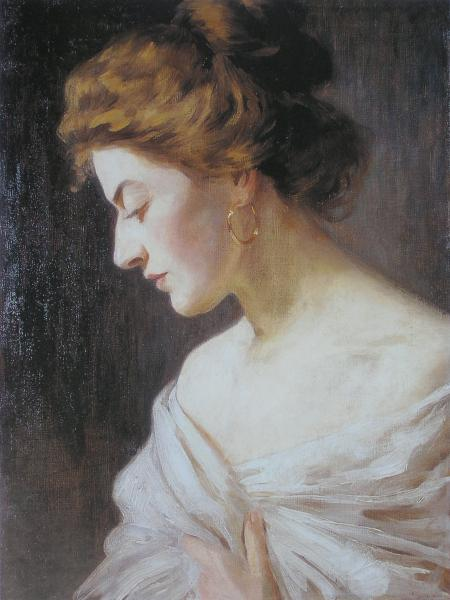
Portret kobiety (1903)
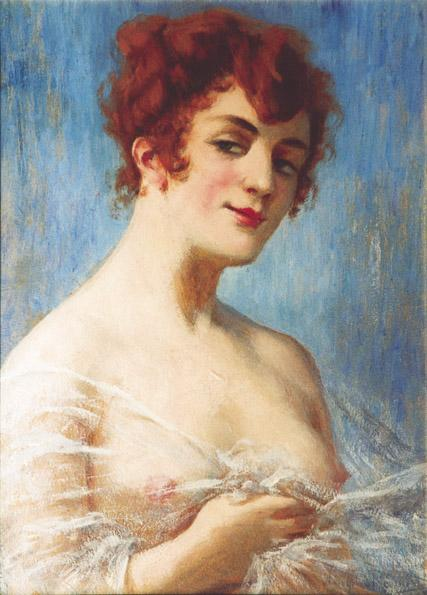
Portret kobiety w tiulowym szalu
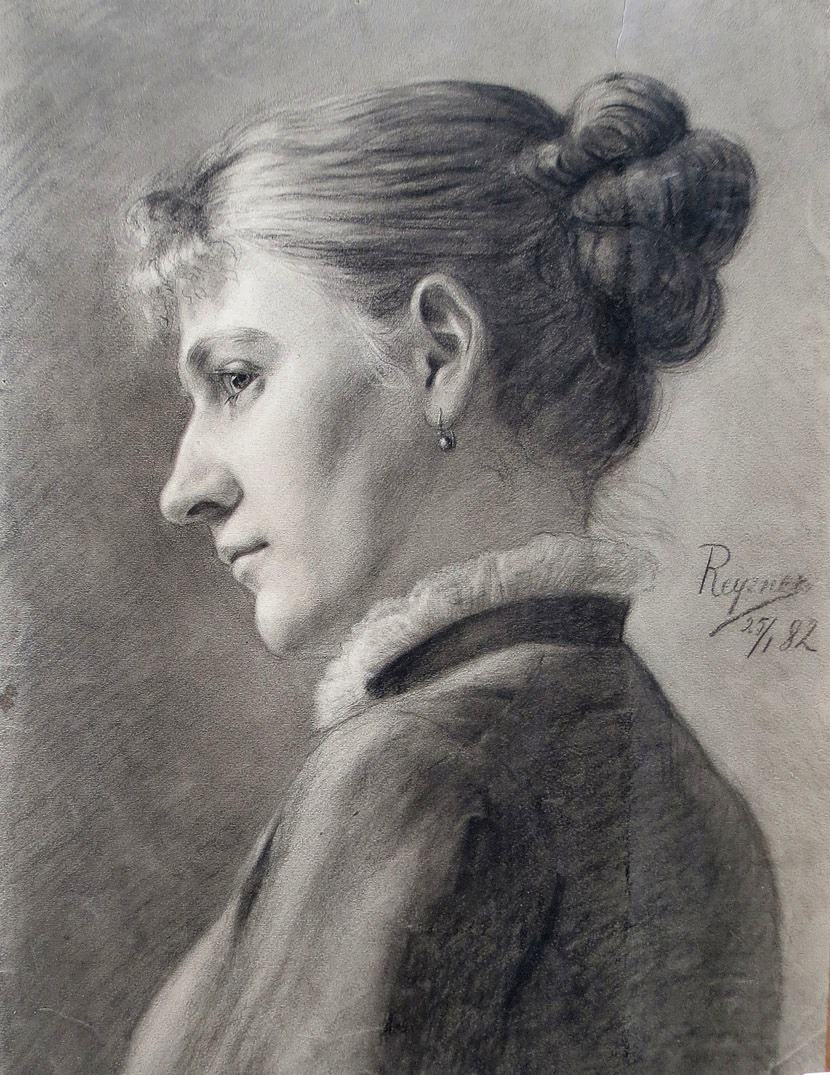
Portret młodej kobiety (1882)
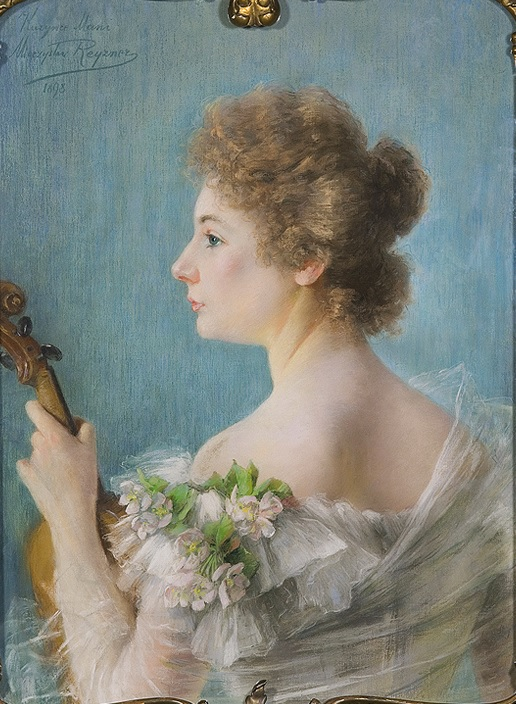
Portret młodej damy
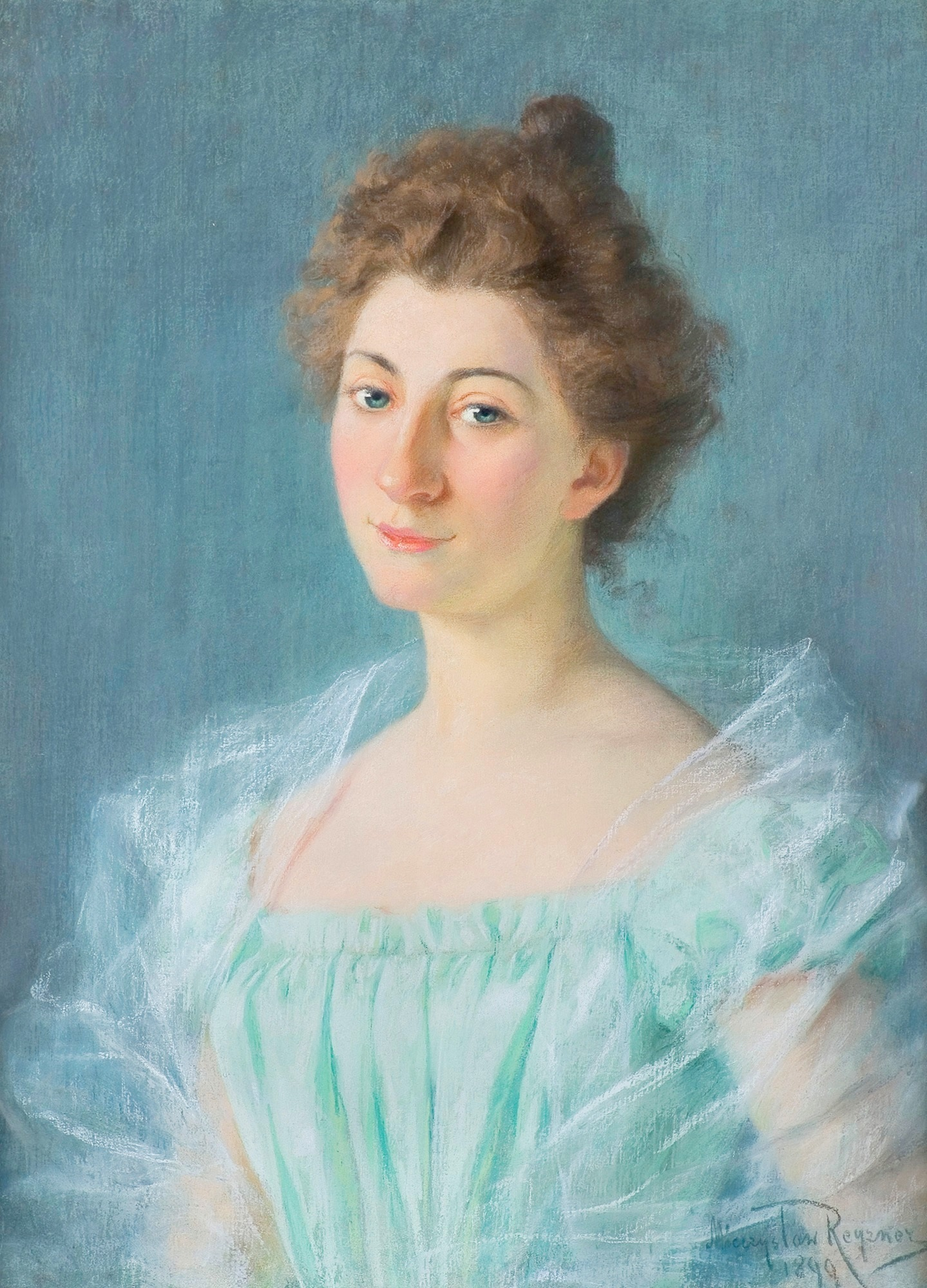
Portret Lwowianki (1899)
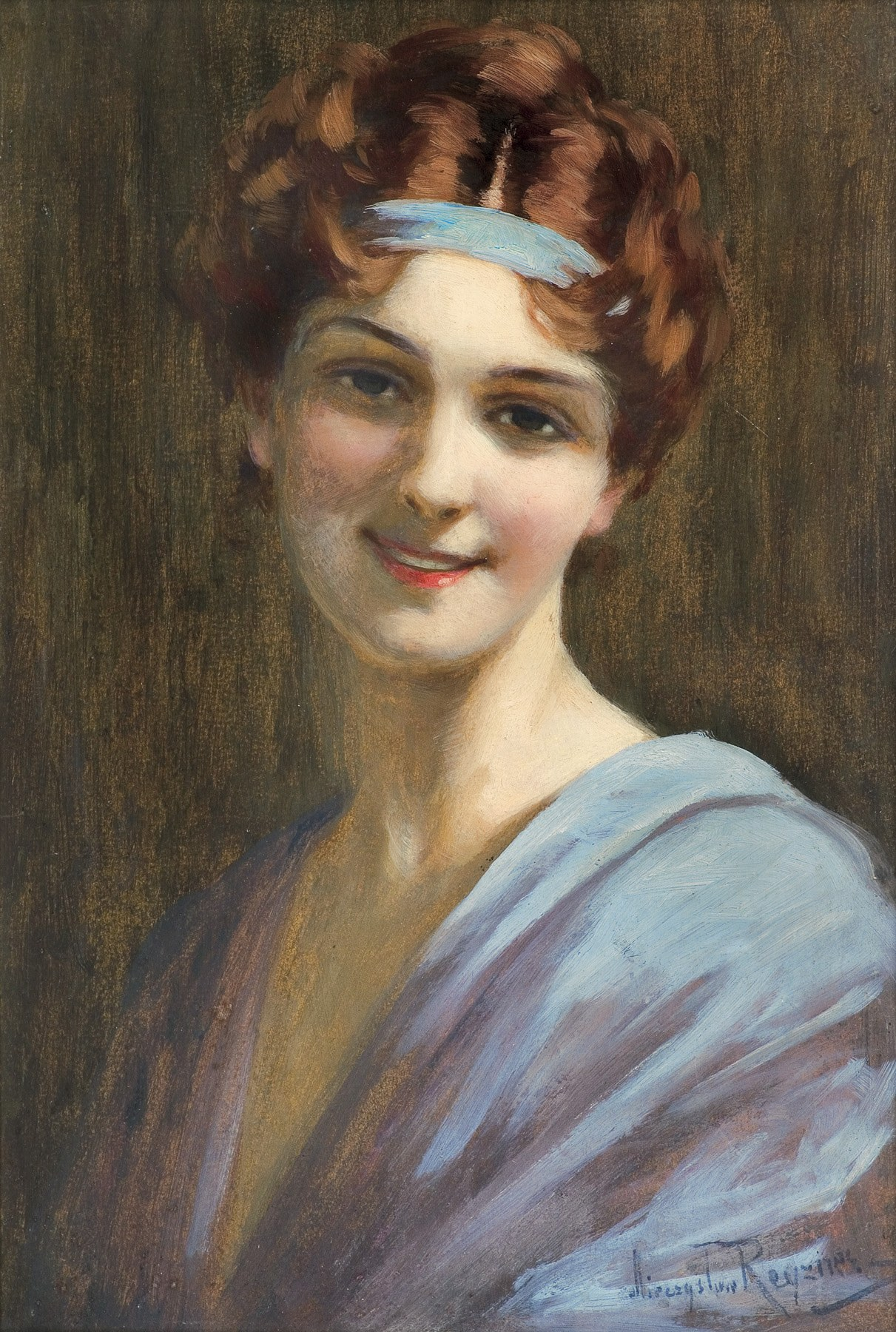
Portret rudowłosej
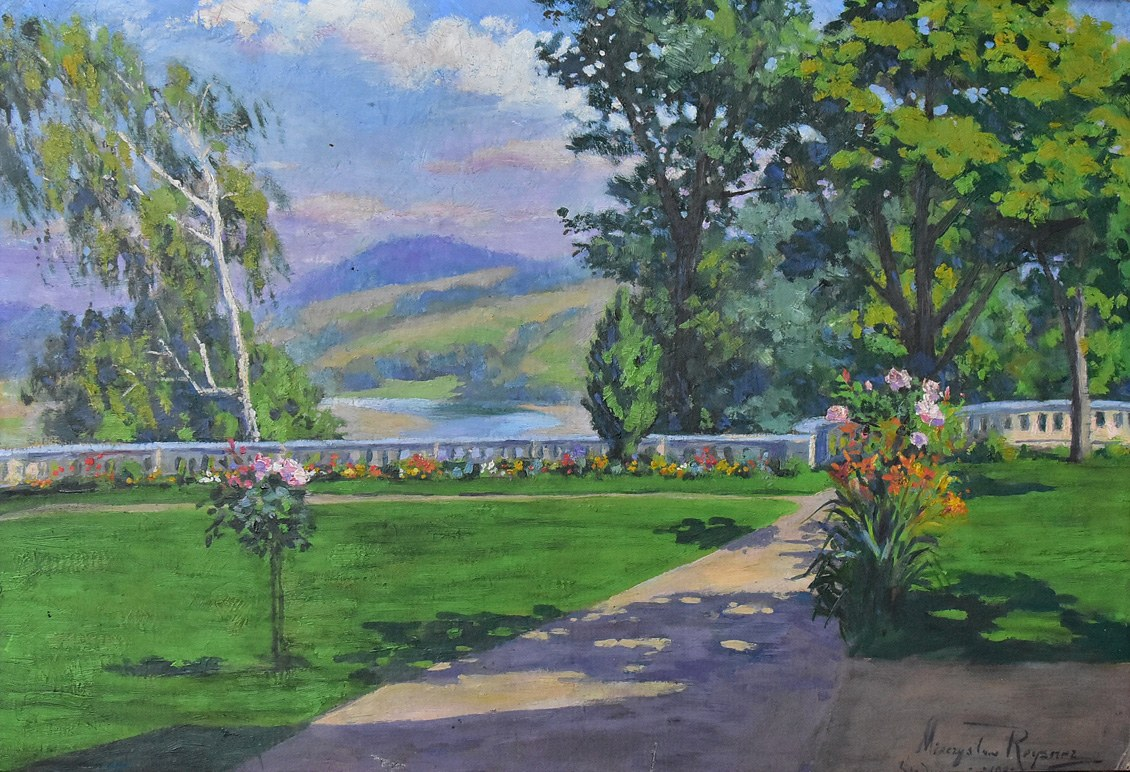
Widok parku przy pałacu w Średniej Wsi (1932)
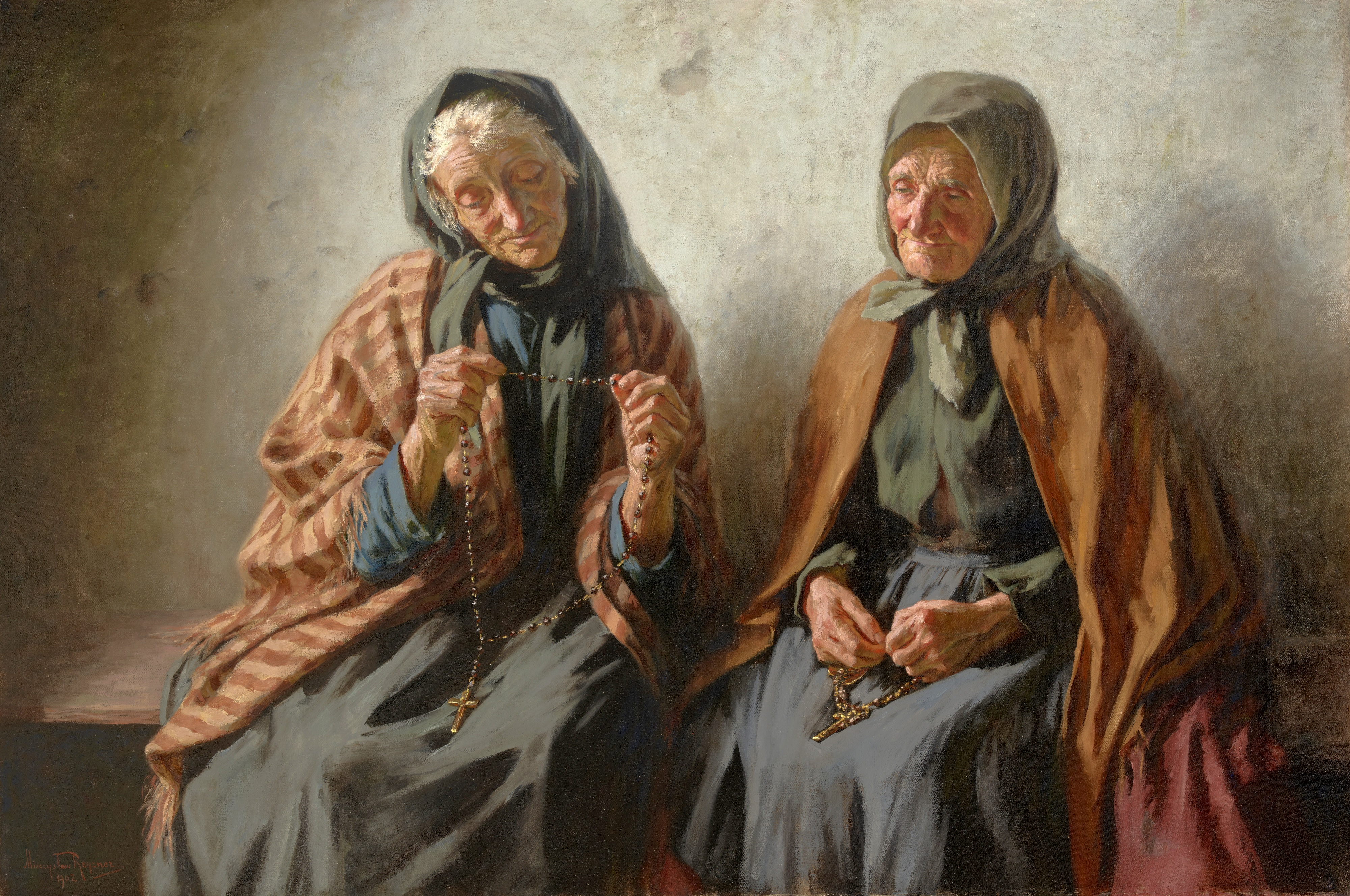
Kobiety modlące się w kruchcie (1902)
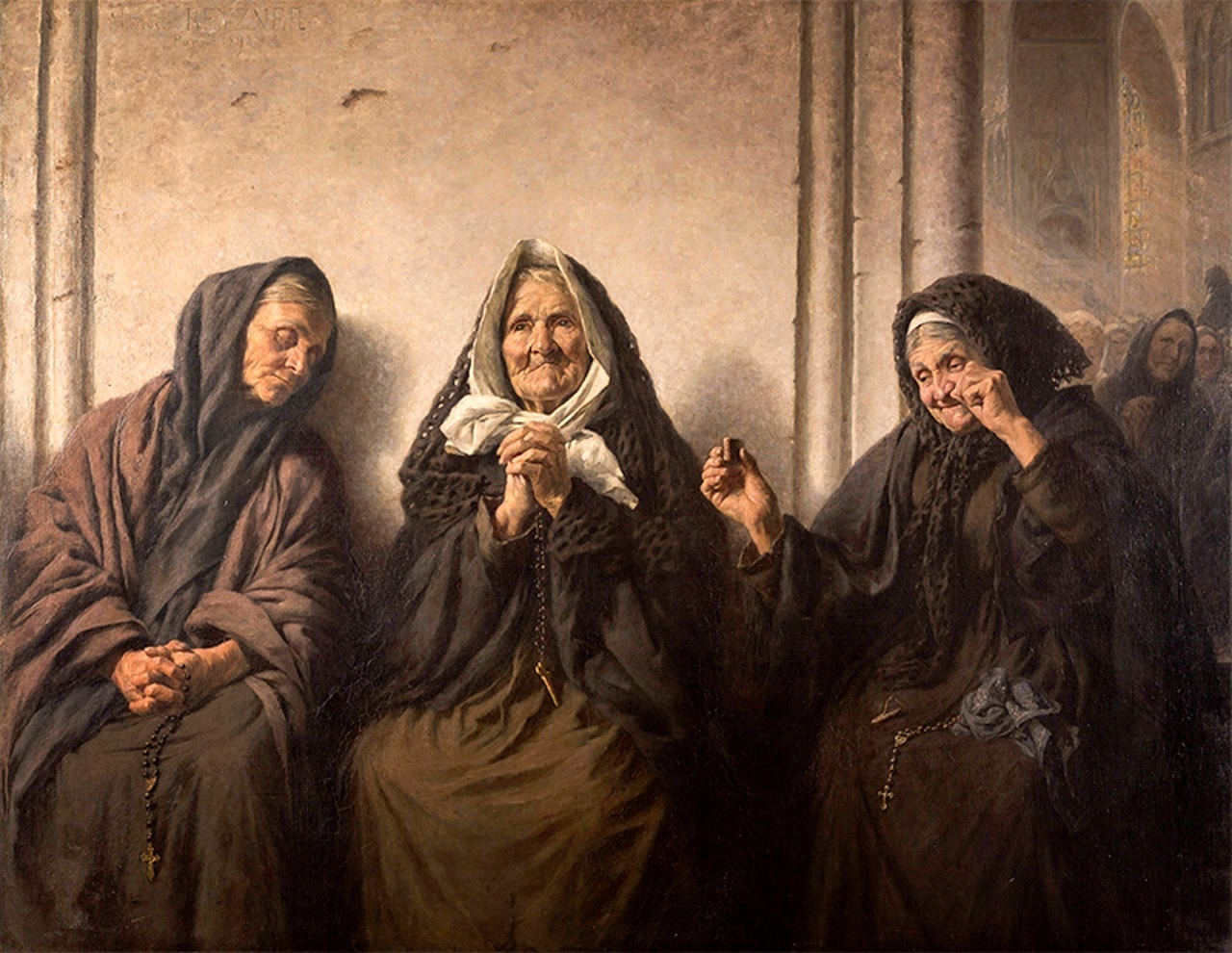
Modlące się kobiety (1892)
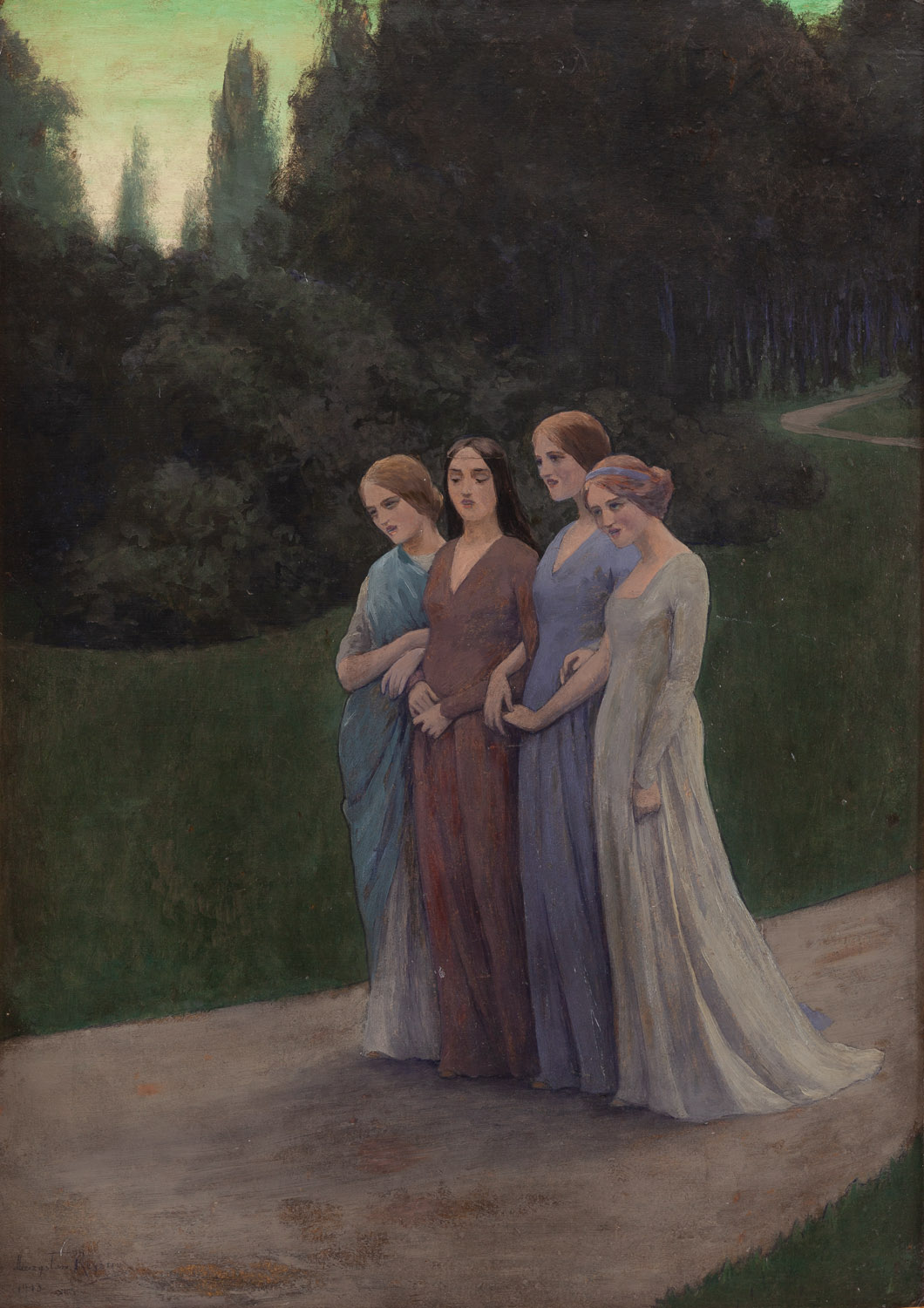
Pieśń wieczorna (Powrót z komersu) (1913)
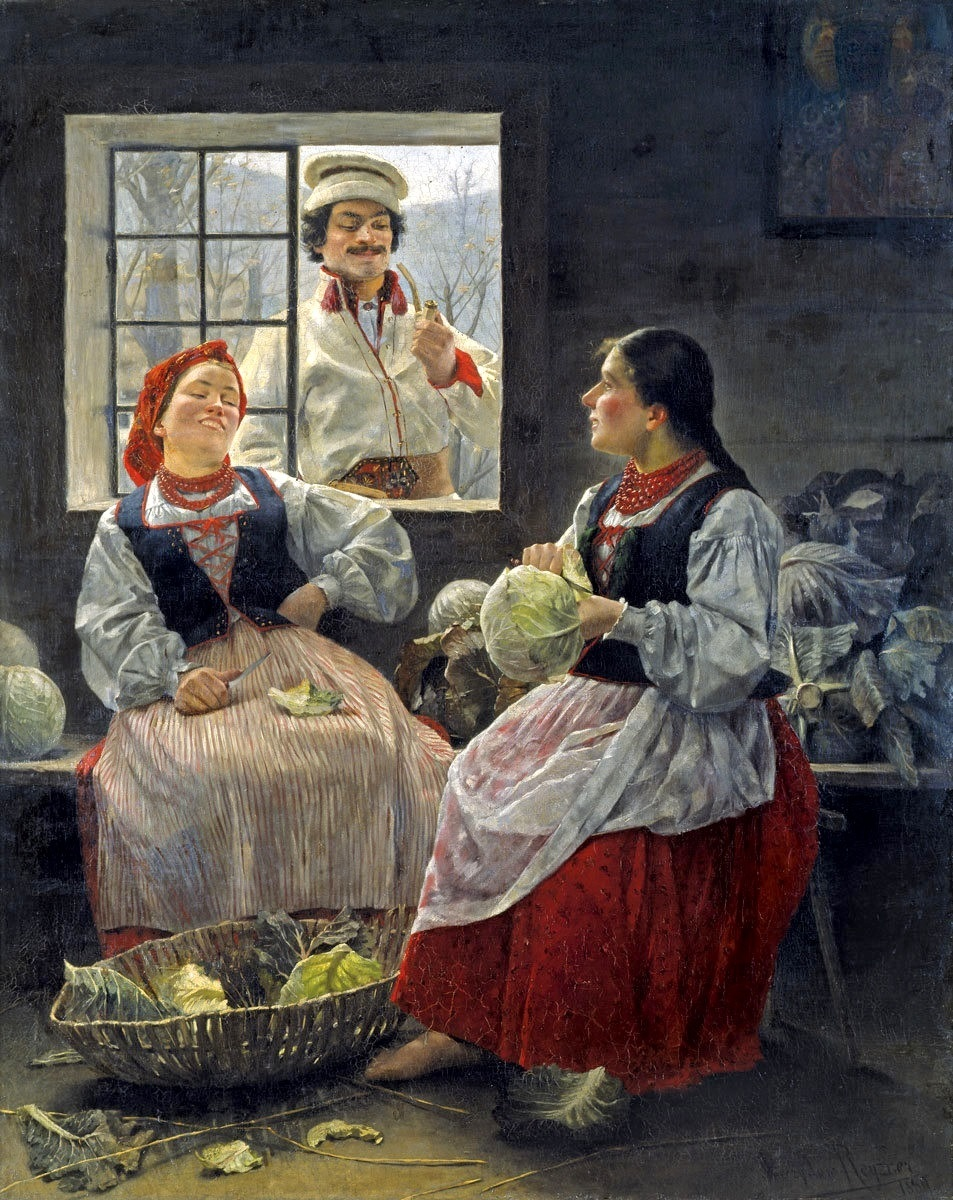
Zaloty
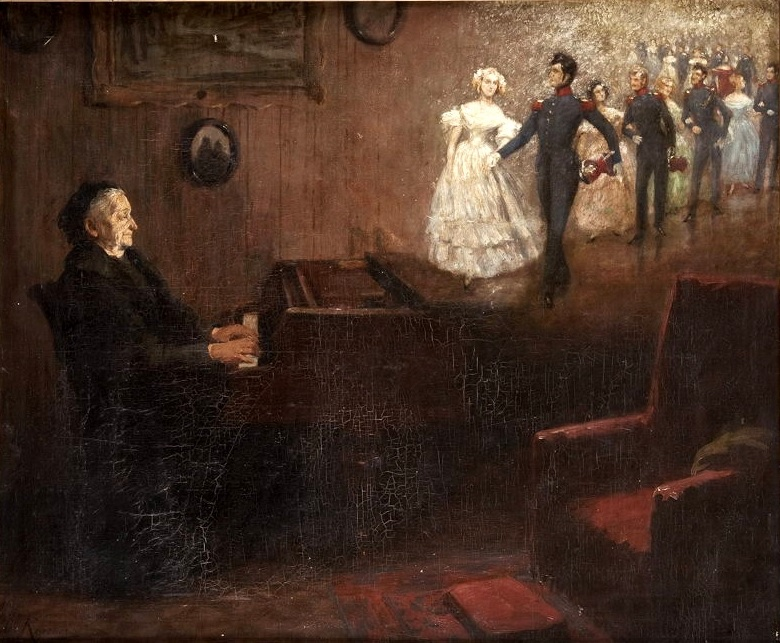
Wspomnienie (1922)
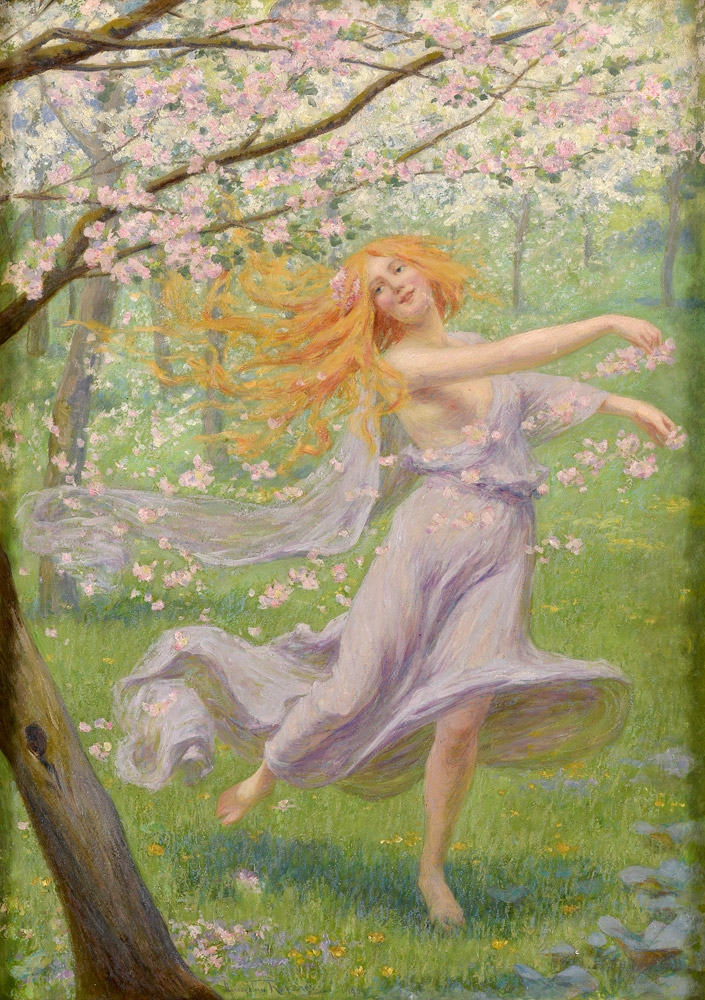
Wiosna
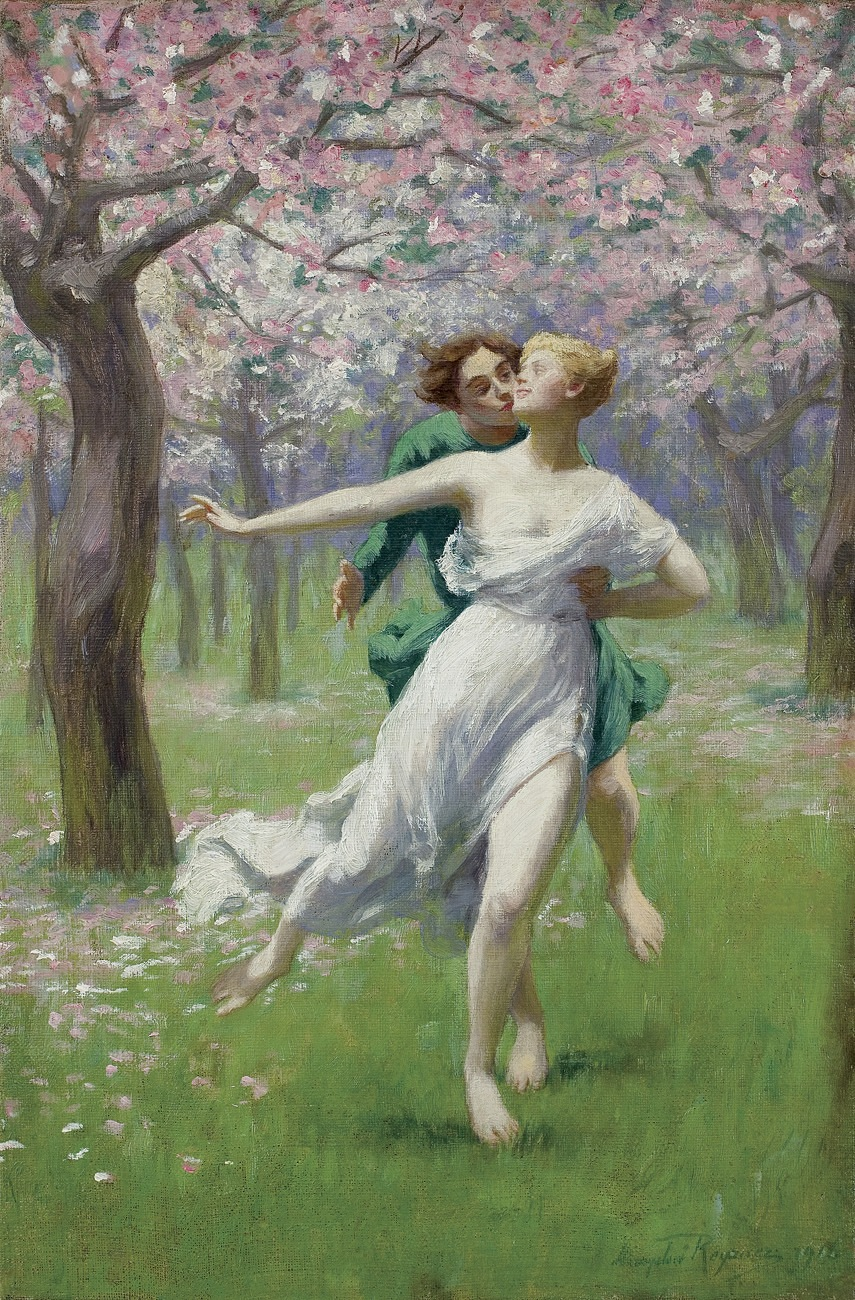
Wiosna (1916)
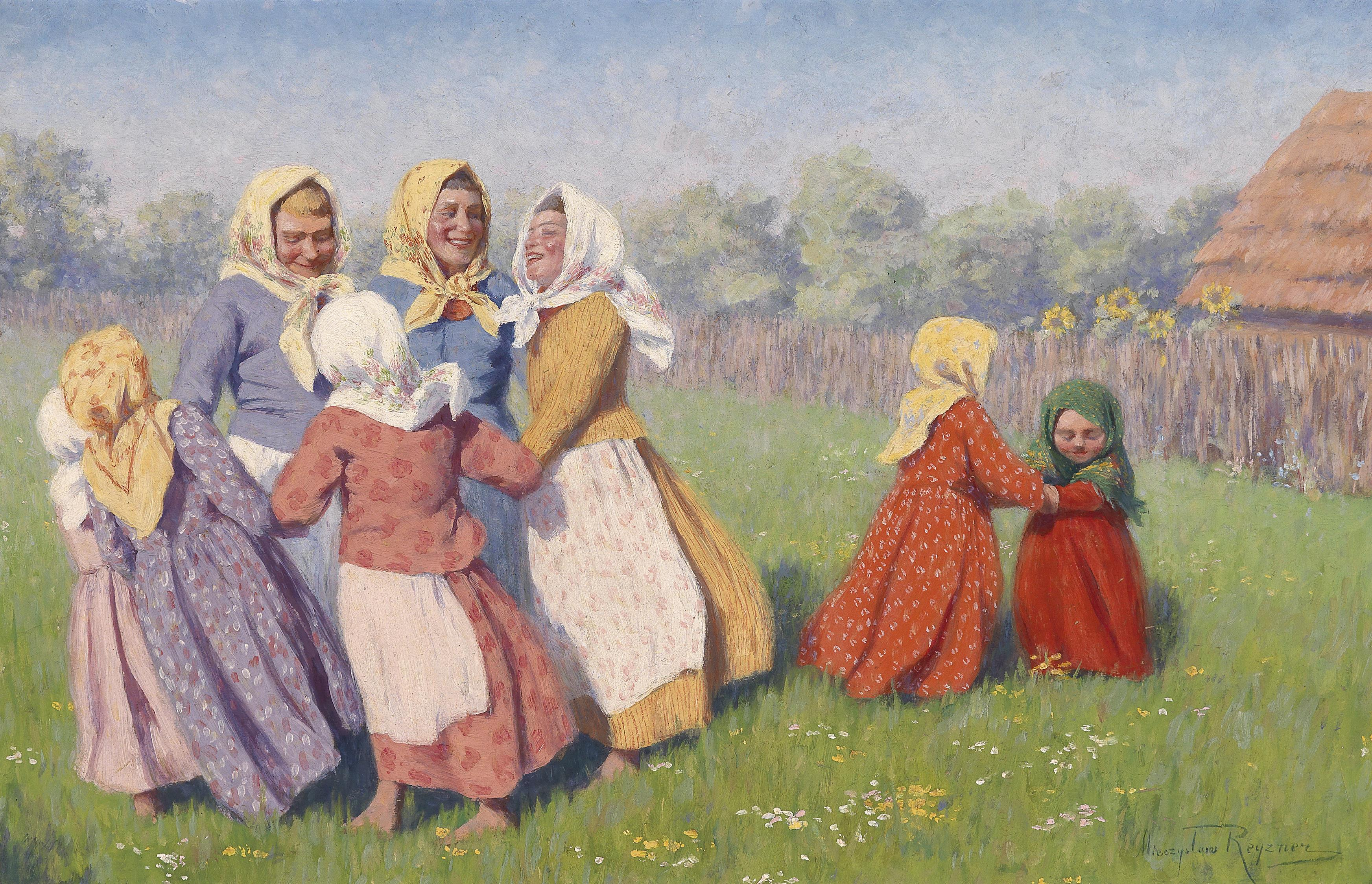
Kinderreigen
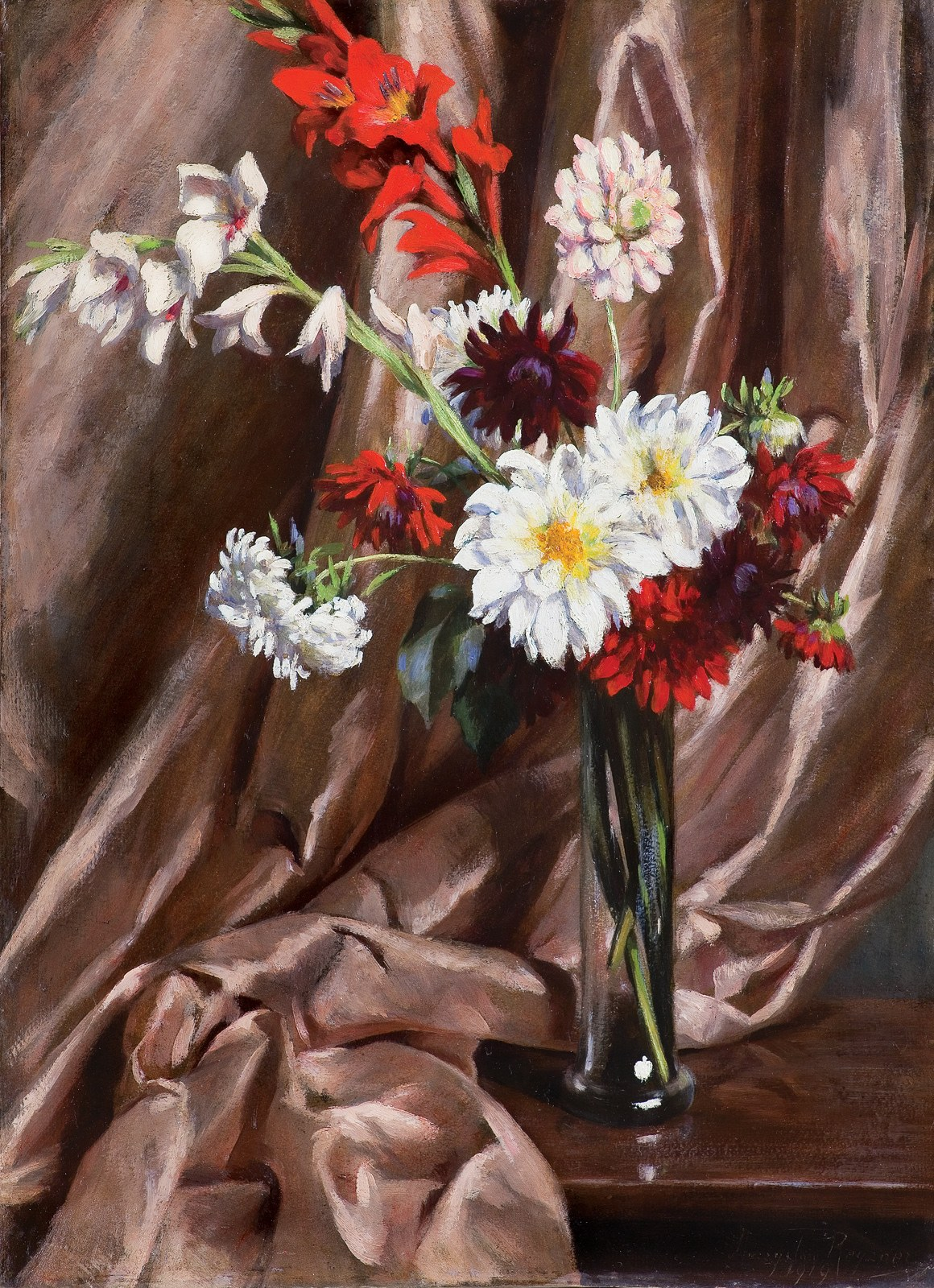
Mieczyki i dalie (1919)
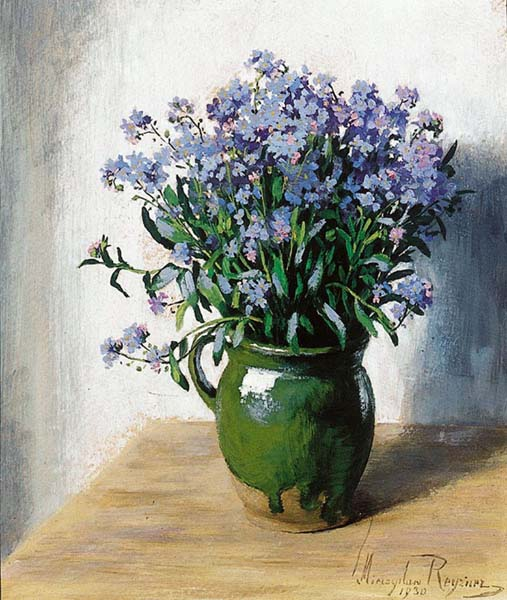
Niezapominajki (1930)